# Рътланд
Вижте пояснителната страница за други значения на Рътланд.
Рътланд е град в САЩ, административен център на окръг Рътланд, щата Върмонт. Градът е втори по големина в целия щат Върмонт и има население 15 440 души (по приблизителна оценка за 2017 г.). Край Рътланд е разположен парк с борови гори, предлагащ възможности за планинско колоездене, лов и почивка на открито.